# Phùng Hữu Phú
Phùng Hữu Phú (sinh năm 1949) là một nhà giáo, nhà khoa học, chính khách của Việt Nam. Ông nguyên là Phó Chủ tịch Thường trực Hội đồng Lý luận Trung ương Đảng Cộng sản Việt Nam, Ủy viên Trung ương Đảng khóa IX, X, nguyên Phó Trưởng ban Thường trực Ban Tuyên giáo Trung ương Đảng Cộng sản Việt Nam khóa X
Ông cũng từng là Phó Bí thư Thường trực Thành ủy Hà Nội, Chủ tịch Hội đồng nhân dân thành phố Hà Nội (2001-2006). Hiệu trưởng đầu tiên của Trường Đại học Khoa học Xã hội và Nhân văn, Đại học Quốc gia Hà Nội (1995-1999) hiện là Chủ nhiệm Khoa Khoa học Chính trị tại ngôi trường này .

## Tiểu sử
GS.TS.NGƯT Phùng Hữu Phú sinh năm 1948 tại Nam Định. 
- Năm 1970, ông làm cán bộ giảng dạy Bộ môn Lịch sử Việt Nam tại Khoa Lịch sử, Trường Đại học Tổng hợp Hà Nội.
- Năm 1983, ông bảo vệ thành công luận án Tiến sĩ chuyên ngành Chủ nghĩa cộng sản khoa học tại Đại học Tổng hợp Quốc gia Moskva mang tên M.V. Lomonosov (Liên Xô).
- Năm 1985, ông được cử làm Phó Chủ nhiệm Khoa Lịch sử, Trường Đại học Tổng hợp Hà Nội (1985-1990).
- Năm 1990, ông được bầu làm Bí thư Đảng uỷ - Chủ nhiệm Khoa Lịch sử, Trường Đại học Tổng hợp Hà Nội (1990-1992).
- Năm 1992, ông được bầu làm Bí thư Đảng uỷ - Phó Hiệu trưởng Trường Đại học Tổng hợp Hà Nội (1992-1995).
- Năm 1995, ông trở thành Bí thư Đảng ủy Đại học Quốc gia Hà Nội và Hiệu trưởng đầu tiên của Trường Đại học Khoa học Xã hội và Nhân văn, Đại học Quốc gia Hà Nội (1995-1999).
- Năm 1997, ông được nhận danh hiệu Nhà giáo Ưu tú.
- Năm 1998, ông được cử giữ chức vụ Trưởng ban Tuyên giáo, kiêm Trưởng ban Đại học Thành ủy Hà Nội (1998-2001).
- Năm 2001, ông được công nhận chức danh Giáo sư; được bầu vào Ban Chấp hành Trung ương Đảng Cộng sản Việt Nam khóa IX và giữ chức vụ Phó Bí thư Thường trực Thành ủy Hà Nội, kiêm Chủ tịch Hội đồng nhân dân thành phố Hà Nội (2001-2006).
- Năm 2006, ông được bầu vào Ban Chấp hành Trung ương Đảng Cộng sản Việt Nam khoá X và giữ chức vụ Phó Trưởng ban Thường trực Ban Tuyên giáo Trung ương Đảng Cộng sản Việt Nam (2006-2011)[2].
- Năm 2011, ông được cử làm Phó Chủ tịch Thường trực Hội đồng Lý luận Trung ương Đảng Cộng sản Việt Nam[3] và trở thành Chủ nhiệm đầu tiên của Khoa Khoa học Chính trị tại Trường Đại học Khoa học Xã hội và Nhân văn, Đại học Quốc gia Hà Nội.

## Tác phẩm tiêu biểu
- Chiến lược đại đoàn kết Hồ Chí Minh (Đồng Chủ biên), Nhà xuất bản Chính trị quốc gia, 1996.
- Hồ Chí Minh với Phật giáo Việt Nam: 1945-1969 (Chủ biên), Nhà xuất bản Chính trị quốc gia, 1997.
- Phát huy tiềm lực tự nhiên, kinh tế, xã hội và giá trị lịch sử, văn hóa, phát triển bền vững Thủ đô Hà Nội đến năm 2020 (Chủ biên), Nhà xuất bản Hà Nội, 2010.
- Bí quyết thành công Hồ Chí Minh, Nhà xuất bản Chính trị quốc gia, 2010.
- Văn hóa - Sức mạnh nội sinh của phát triển (Đồng chủ biên), Nhà xuất bản Chính trị quốc gia, 2014.